# Amnon Lin

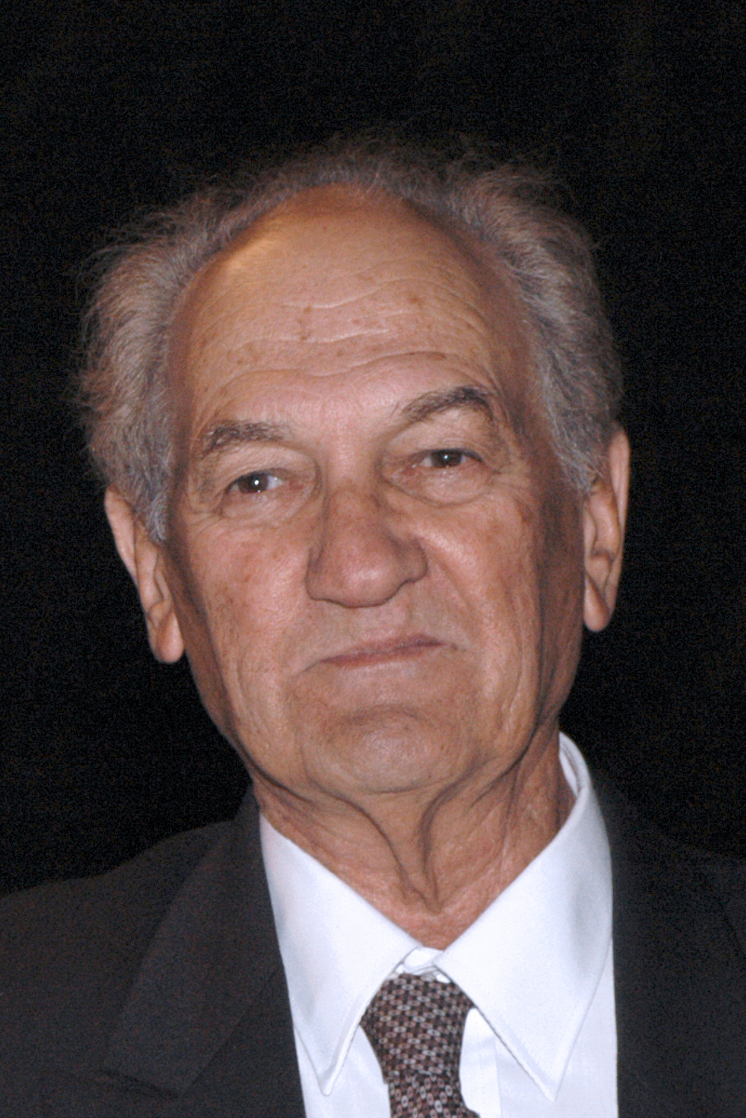
Amnon Lin (2004)

Amnon Lin (hebr.: אמנון לין, ang.: Amnon Linn, ur. 20 marca 1924 w Miszmar ha-Emek, zm. 22 lipca 2016 w Hajfie) – izraelski prawnik, dziennikarz i polityk, w latach 1967–1969 oraz 1974–1988 poseł do Knesetu.

## Życiorys
Urodził się 20 marca 1924 w Miszmar ha-Emek, w ówczesnym Brytyjskim Mandacie Palestyny.
W latach 1940–1942 był członkiem Ha-Szomer Ha-Cair, w 1942 został bojownikiem organizacji paramilitarnej Palmach i członkiem Hagany. Podczas wojny o niepodległość Izraela, brał udział w walkach o Hajfę oraz w operacji Hiram.
Ukończył prawo na telawiwskim oddziale Uniwersytetu Hebrajskiego. Pracował jako prawnik.
W 1951 zamieszkał w Hajfa|Hajfie, w tym samym roku został członkiem Mapai (Partii Robotników Ziemi Izraela), której prominentnym członkiem był jego teść - Abba Chuszi. W latach 1951–1965 był dyrektorem arabskiego departamentu Mapai w Dystrykcie Północnym, zaś w latach 1965–1969 kierował departamentem arabskim całej partii. W 1966 został koordynatorem arabsko-żydowskiego stowarzyszenia w Dystrykcie Północnym. W wyborach w 1965 bezskutecznie kandydował do izraelskiego parlamentu z listy Koalicja Pracy (współtworzonej przez Mapai). W składzie szóstego Knesetu znalazł się jednak 28 stycznia 1967 po śmierci Bechora-Szaloma Szitrita. Zasiadał w komisjach spraw wewnętrznych oraz konstytucyjnej, prawa i sprawiedliwości. W trakcie kadencji – jak większość członków Koalicji Pracy – zasiadał w ławach Knesetu jako poseł Partii Pracy. Nie uzyskał reelekcji w wyborach w 1969. W tym samym roku opuścił Mapai, wskutek różnic w podejściu do kwestii arabskiej.
Do parlamentu powrócił po wyborach w 1973, tym razem z listy prawicowego Likudu. W Knesecie VIII kadencji zasiadał w komisjach budownictwa i pracy. W 1977 był jednym z założycieli Ruchu na rzecz Hajfy i Północy oraz partii La’am (działającej jako frakcja Likudu). W wyborach w tym roku ponownie został wybrany posłem, a w dziewiątym Knesecie zasiadał w komisjach: spraw wewnętrznych i środowiska; spraw zagranicznych i obrony; budownictwa oraz konstytucyjnej, prawa i sprawiedliwości. Był członkiem delegacji Moszego Arensa na rozmowy z prezydentem Egiptu Anwarem as-Sadatem. W 1978 bezskutecznie kandydował na urząd burmistrza Hajfy. Po reelekcji w wyborach parlamentarnych w 1981 w Knesecie dziesiątej kadencji zasiadał w komisjach spraw wewnętrznych i środowiska oraz spraw zagranicznych i obrony. 26 października 1982, wraz z Jicchakiem Perecem, opuścił Likud i dołączył do Koalicji Pracy. Podobnie uczyniła większość członków Ruchu na rzecz Hajfy i Północy, przystępując równocześnie do Partii Pracy. Z listy lewicowej koalicji uzyskał reelekcję w wyborach w 1984. W jedenastym Knesecie przewodniczył podkomisji ds. Straży Obywatelskiej w Judei i Samarii. Był także członkiem komisji: spraw zagranicznych i obrony; konstytucyjnej, prawa i sprawiedliwości oraz budownictwa. W 1988 utracił miejsce w parlamencie.
Był autorem licznych artykułów i broszur głównie na tematy dotyczące uchodźców, stosunków izraelsko-arabskich oraz przyszłości terenów okupowanych przez Izrael po wojnie sześciodniowej, a także jednej książki.
W 1999 wycofał się ostatecznie z polityki. Zmarł 22 lipca 2016 w Hajfie.

## Życie prywatne
W 1947 ożenił się z Rut Chuszi, córką Abby Chusziego, późniejszego wieloletniego burmistrza Hajfy. Mieli troje dzieci.